# 沈俊
沈俊（1986年10月6日—），男，中国足球运动员，现效力中国足球超级联赛球队上海申花，司职守门员。

## 生平
沈俊出自上海申花梯队，2004年进入东华大学，并参加大学生足球联赛，并以主力门将的身份帮助东华大学2004/05年大学生足球联赛冠军。2009年，沈俊加盟中国足球超级联赛球队陕西浐灞。8月2日，他在陕西浐灞0比2不敌成都谢菲联的比赛中出场，上演职业生涯的首秀。2010赛季，沈俊成为球队的主力门将，并在联赛中出场27次。但仅仅过了一个赛季，在2011年张烈转会加盟球队后，沈俊成为张烈的替补，2011赛季和2012赛季都没有在联赛中出场，仅在2012年代表已经南迁到贵阳的贵州人和队在足协杯出场两次，最终跟随球队在该赛季获得联赛第四名和足协杯亚军的成绩，历史上首次获得亚足联冠军联赛的参赛资格。